# Anderstorp Raceway
Anderstorp Raceway, tidigare Scandinavian Raceway, är en racerbana belägen i Anderstorp i Småland i Sverige. Banan var klar i maj 1968 men det gjordes provlopp redan 1966. Den första tävlingen var ett formel 3-lopp som kördes 16 juni 1968.
Under 1970-talet kördes Sveriges Grand Prix här sex gånger. Förutom Formel 1 kördes det, fram till år 1990, även roadracing i 500cc-klassen, det nuvarande MotoGP, liksom övriga motorcykelklasser från 125cc - 350cc, på banan. I början av 1990-talet kördes ett par Superbike-VM och 1993 ett 24-timmars VM-lopp.
Totalt har det körts 17 MC-tävlingar med VM-status. Under 2000-talet har få internationella evenemang arrangerats på Scandinavian Raceway, men bland annat World Series by Nissan och European Touring Car Championship har gästat banan.

## Historik
I början av 1960-talet grundade de tre motorintresserade företagarna Sven "Smokey" Åsberg, Bertil Sanell och Åke Bengtsson racingklubben Team Mosarp Racing. Namnet skulle egentligen varit Mossarp efter platsen där Bertil Sanells billackeringsfirma låg. Efter en felstavning bestämde de sig för att använda namnet skrivet med ett "s". De tränade på en raksträcka i skogen och hade planer på att bygga en 1 500 meter lång träningsbana. De insåg att kostnaderna för en sådan bana var för stora och att utsikterna till sponsorpengar var små. Därför föreslog Sven Åsberg att de skulle bygga en tävlingsbana med internationella mått som trots att den var ännu dyrare var attraktivare för investerare. För att ytterligare få med bygdens företag planerades så att en del av banan kunde användas som flygfält.
Banan ritades av ingenjören Holger Eriksson som var anställd på Sven Åsbergs företag med rådgivning av formel 1-föraren Joakim Bonnier. Den stod färdig 1968 med flygfält och en läktare för 3 000 personer. I maj genomfördes en provtävling och den 16 juni invigdes banan med internationella tävlingar. Joakim Bonnier vann ett entimmeslopp och Ronnie Peterson deltog i ett Formel 3-lopp.

### Formel 1
Efter flera internationella lopp för både bilar och motorcyklar, förhandlingar med internationella bilsportsförbundet FIA och svenska framgångar inom Formel 1 med Ronnie Peterson fick Anderstorp arrangera Formel 1-tävlingar 1973. Tävlingarna återkom sedan fram till 1978, samma år som Ronnie Peterson förolyckades. Efter hans olycka blev det svårare att få sponsorer och tävlingarna 1979 ställdes in.

### 1980-talet
Under 1980-talet genomfördes några tävlingar för standardvagnar men framförallt var det en bana för roadracing. Med ökade krav på bullermiljöer fick banan svårare att arrangera tävlingar.

### 2000-talet
Under 2000-talet genomgick Scandinavian Raceway en omfattande renovering och kunde ta emot större internationella lopp. Ett av dessa var World Touring Car Championship, som körde en tävlingshelg under namnet FIA WTCC Race of Sweden på banan den 28 och 29 juli 2007.
Den 13-15 augusti 2010 var över trettio före detta Formel 1-förare inbjudna att köra en tävling kallad The Race Legends på Scandinavian Raceway. Evenemanget blev aldrig av och ställdes in.

### Banrekord
Banrekordet med bil, 1:21,525, sattes av nederländaren Marijn van Kalmthout år 2009 i en Benetton B197 från år 1997. Med motorcykel hålls banrekordet av Jesper Pellijeff på BMW M1000RR med tiden 1:30,895.

## F1-vinnare[2]
| Säsong | Förare          | Tillverkare        |
| ------ | --------------- | ------------------ |
| 1973   | Denny Hulme     | McLaren-Ford       |
| 1974   | Jody Scheckter  | Tyrrell-Ford       |
| 1975   | Niki Lauda      | Ferrari            |
| 1976   | Jody Scheckter  | Tyrrell-Ford       |
| 1977   | Jacques Laffite | Ligier-Matra       |
| 1978   | Niki Lauda      | Brabham-Alfa Romeo |

## Flygplats
Raksträckan användes som landningsbana för flygplan (ICAO: ESMP). Banans längd är cirka 1000 meter. Det var uppehåll i tillståndet för flygverksamhet 2013-2016 men flygplatsen har nu tillstånd från Transportstyrelsen och är öppen. Det finns nu även en helikopterplatta i anslutning till sjukstugan framförallt tänkt till ambulanshelikopter under tävlingar.